# Папски католички универзитет у Минасу Жераису
Папски католички универзитет у Минасу Жераису (порт. Pontifícia Universidade Católica de Minas Gerais, PUC-MG) приватни је и непрофитни бразилски католички универзитет у Бело Оризонтеу, у држави Минас Жераис. Године 2006, 2010, 2011, 2013. и 2014, изабран је за најбољи приватни универзитет у Бразилу. Одржава га Католичка надбискупија Бело Хоризонтеа.